# 한국유전학회
한국유전학회는 유전학에 관한 연구를 장려하고 그 지식의 보급을 도모하여 학술 발전에 기여함을 목적으로 설립된 대한민국의 학술단체이다. 사무실은 서울특별시 강남구 역삼동 635-4 한국과학기술회관 신관 1002호에 있다.

## 한국유전학회지
《한국유전학회지》는 한국연구재단(KCI) 등재 후보지이다. 한국의 유전학 학회의 공식 간행물. 근본적인 유전분야에서부터 분자측면까지의 유전 원핵세포와 진핵세포(eukaryotes)에 대한 설명까지 게놈의 모든 학문을 다룬다. 기사 리뷰, 연구 기사, 짧은 커뮤니케이션을 할 수 있다. 창간년도는 1979년에 창간되었고, 사용언어는 한국어, 영어를 사용한다. 그동안의 발간건수는 128건이며. 간기는 연6회로 매년 2월 8일, 4월 30일, 6월 30일, 8월 31일, 10월 31일, 12월 31일에 발간된다.